# AN/SSQ-58
AN/SSQ-58 (текущая модификация AN/SSQ-58B) — американский лёгкий якорный многоразовый гидроакустический буй для мониторирования акустической обстановки в мелководных акваториях в диапазоне частот 10 Гц — 20 кГц. Предназначен для сброса с самолётов и вертолётов.
Представляет собой поплавок длиной 106,7 см и массой 16,3 кг, снабжённый радиоотражателем и мигающим навигационным огнём. Аккумулятор сменный, обеспечивающий непрерывную работу в течение 24 часов. Для якорной и кабельной системы гарантируется работоспособность в течение 30 дней на глубинах от 6 до 180 м и скорости течения 0–6 уз. Расположенный в поплавке приёмопередатчик обеспечивает передачу на одном из 31 радиоканалов и приём радиокоманд.

## Тактико-технические характеристики
- Частотный диапазон — 10 Гц ... 20 кГц[1]
- Глубина погружения гидрофона — 6 ... 180 м
- Длительность функционирования — 24 часа
- Частота передатчика — 31 фиксированная частота
- Мощность передатчика — 1 Вт